# 석촌호수로
석촌호수로는 서울특별시 송파구 잠실2동 잠실새내나들목에서 방이동 방이삼거리를 잇는 도로이다.